# Milotice nad Opavou
Milotice nad Opavou (niem. Milkendorf) – gmina w Czechach, w powiecie Bruntál, w kraju morawsko-śląskim. Według danych z dnia 1 stycznia 2012 liczyła 430 mieszkańców.
W latach 1979–1992 była częścią miasta Bruntál.
W miejscowości znajduje się stacja kolejowa.